# Delphinium viridescens
Delphinium viridescens là một loài thực vật có hoa trong họ Mao lương. Loài này được Leiberg mô tả khoa học đầu tiên năm 1898.